# Пастрана
Пастрана (ісп. Pastrana) — муніципалітет в Іспанії, у складі автономної спільноти Кастилія-Ла-Манча, у провінції Гвадалахара. Населення — 1106 осіб (2010).
Муніципалітет розташований на відстані близько 65 км на схід від Мадрида, 31 км на південний схід від Гвадалахари.

## Демографія
Динаміка населення (INE ):